# Antonio Trombetta
Antonio Trombetta (1436 — 1514) foi um prelado Católico que serviu como Bispo da diocese de Urbino entre 1511 e 1514.

## Biografia
Em 7 de novembro de 1511, Antonio Trombetta foi nomeado, durante o papado de Papa Júlio II, Bispo de Urbino. Serviu como Bispo de Urbino até sua morte em 1514.